# Вольфшлуген
Вольфшлуген (нем. Wolfschlugen) — община в Германии, в земле Баден-Вюртемберг. 
Подчиняется административному округу Штутгарт. Входит в состав района Эслинген.  Население составляет 6309 человек (на 31 декабря 2010 года). Занимает площадь 7,12 км².